# Macchina frigorifera Stirling
La macchina frigorifera di Stirling è una macchina a ciclo chiuso azionata meccanicamente che utilizzando il Ciclo Stirling invertito, instaura una pulsazione ciclica di un fluido confinato all'interno della macchina, detto fluido di ciclo. 
La macchina funziona come pompa di calore, il fluido confinato si addensa e si espande all'interno della macchina, erogando calore costantemente in un punto dell'apparecchiatura, e sottraendone costantemente in un altro.
Il calore ed il freddo generati sono quindi trasferiti all'esterno della macchina, ed utilizzati per le finalità volute.

## Funzionamento
La pulsazione del fluido di ciclo della macchina frigorifera può essere ottenuta con un convenzionale sistema meccanico a bassa frequenza, come quello realizzato da un sistema di pistoni e manovellismi azionati dalla erogazione di un moto rotatorio di un asse motore.
Dato che il punto di partenza è comunque la instaurazione della pulsazione questa si può ottenere anche con altri mezzi, anche con frequenze molto più elevate di quelle ottenibili con spinte di pistoni.
Sono state adottate, per indurre la pulsazione del fluido di ciclo, vibrazioni ad alta frequenza di membrane o di cristalli sollecitati elettronicamente.
Le vibrazioni applicate, oltre all'elevata energia depositabile nella unità tempo, non comportano l'adozione di complessi macchinari con parti meccaniche in scorrimento, hanno pochissime parti mobili (tutti fattori questi che evitano costi e dispersione energetica), ed inoltre possono anche essere realizzate in apparati di dimensioni molto piccole.
Tipica è l'adozione per la refrigerazione a temperature estremamente basse in processori ed elaboratori elettronici, sia per raffreddamento, che per estinguere agitazione e disturbo elettronico inopportuni.

## Campo di applicazione
La macchina frigorifera di Stirling, diversamente dagli altri cicli frigoriferi, non si realizza con un cambiamento di stato del fluido. Il funzionamento quindi non è legato ad un particolare fluido di ciclo o ad un campo di temperature.
La Macchina frigorifera di Stirling, paragonata ad altre macchine frigorifere, ha particolare efficienza per temperatura dai -30 -40 °C fino a -200 °C (73 K). L'unica condizione necessaria al fluido di ciclo è quella di essere allo stato gassoso nel campo di temperature operative della macchina. La macchina frigorifera di Stirling è quindi adatta al funzionamento a temperature molto basse, per la liquefazione dei gas, ed il mantenimento delle temperature di superconduzione.
La macchina frigorifera di Stirling non utilizza i principi di evaporazione e liquefazione dei gas di ciclo, quindi funziona in modo continuo e con eguale efficienza in tutto il campo di temperature.
Nel 2024 la Cina è stato il primo paese ad utilizzare la macchina frigorifera Stirling per attivare un cannone a microonde ad alta potenza. Quattro macchine frigorifere Stirling alimentano una pompa di calore inversa che attiva una bobina superconduttrice la quale genera microonde ad alta potenza. Queste ultime pilotano onde elettromagnetiche ad alta frequenza che vanno a colpire il bersaglio, raggiungendo un'intensità di campo elettromagnetico fino a 4 Tesla.

## Applicazione del Ciclo di Stirling diretto
Il ciclo Stirling diretto è invece usato nel Motore Stirling, dove l'applicazione di calore in un punto dell'attrezzatura e la sottrazione di calore in un altro, dà come risultato energia meccanica; l'energia meccanica è prelevata dalla pulsazione ciclica che si instaura nel fluido confinato, che si trova all'interno dell'apparecchiatura.